# ريتشارد كروس
ريتشارد كروس (بالإنجليزية: Richard Cross)‏ هو معلم موسيقى ومغني أوبرا ومغني أمريكي، ولد في 7 ديسمبر 1935.

## وصلات خارجية
- ريتشارد كروس على موقع ميوزك برينز (الإنجليزية)
- ريتشارد كروس على موقع قاعدة بيانات برودواي على الإنترنت (الإنجليزية)
- ريتشارد كروس على موقع أول ميوزيك (الإنجليزية)
- ريتشارد كروس على موقع ديسكوغز (الإنجليزية)